# تيري دونفايلد
تيري دونفايلد (20 فبراير 1982 بفانكوفر في كندا - ) هو لاعب كرة قدم كندي في مركز الوسط. شارك مع منتخب إنجلترا تحت 18 سنة لكرة القدم ومنتخب كندا تحت 20 سنة لكرة القدم ومنتخب كندا تحت 23 سنة لكرة القدم ومنتخب كندا لكرة القدم. أما مع النوادي، فقد لعب مع أولدهام أثلتيك وشروزبري تاون وفانكوفر وايتكابس وماكليسفيلد تاون ومانشستر سيتي ونادي بوري ونادي تورونتو ونادي روس كاونتي وفانكوفر وايتكابس (نادي كرة قدم).

## وصلات خارجية
- تيري دونفايلد على موقع الاتحاد الدولي (مؤرشف)  (الإنجليزية)
- تيري دونفايلد على موقع الدوري الأمريكي (الإنجليزية)
- تيري دونفايلد على موقع قاعدة بيانات كرة القدم.إي يو (الإنجليزية)
- تيري دونفايلد على موقع ناشيونال فوتبول تيمز (الإنجليزية)
- تيري دونفايلد على موقع Soccerbase.com (لاعب) (الإنجليزية)
- تيري دونفايلد على موقع Soccerway.com (الإنجليزية)
- تيري دونفايلد على موقع عالم كرة القدم.نت (الإنجليزية)